# BSJプロジェクト
BSJプロジェクト（ビーエスジェイプロジェクト）は、愛知県名古屋市を拠点に活動するアイドルグループ。

## 概要
「勝手に応援」をコンセプトとする。BSJとは初代の劇場が存在した萬松寺（BanShoJi)と共に、「Bold Step&Jump=　大胆な一歩を踏み出せ！」という意味である。また、「美少女」（BiShoJo)の意味も含むとされる。タレントの加藤タクヤがプロデューサーを務める。
現在は大須2丁目の若宮通り沿いに2代目のシアター「BSJシアターVANQUISH」があり、原則として月曜日と木曜日を除き、ほぼ毎日イベントが開催されている。
BSJシアターVANQUISH以外でも、系列のライブハウスである、栄シアターZONEでライブを行うことがあるほか、不定期で名古屋市内のスーパー銭湯「湯～とぴあ宝」でライブを行っている。その他、名古屋市内を中心として、シアター以外でのライブ、イベントにも多数出演している。

## 略歴
- 2015年1月23日：結成。大須万松寺ビル2階に専用劇場「BSJシアター」を設ける。
- 2015年6月2日：デビューシングル「マジックパウダー」をリリース。
- 2017年3月12日：トップユニット「応援☆少女」がデビュー。当時のメンバーは、街乃あかり、爽風ひなた、ARISSA(現:小久保アリサ)、不和梨かすみ(現:ふわりかすみ)の4人。ただしひなたは、同月のうちに応援☆少女を脱退。
- 2017年5月3日：ひなたが抜けた代わりに、さくらじゅんな、高嶺みゆを加える形で5人体制となり、応援☆少女がリベンジデビューする。
- 2017年12月24日：応援☆少女としてのファーストシングル「今日も明日も明後日も」をリリース。
- 2019年9月7日、8日：応援☆少女が、初の海外遠征となる、Asia Pop Culture Festival in Thailandに参加。
- 2020年8月：BSJシアターが閉鎖になる。
- 2020年9月：トップユニットの応援☆少女と、第2ユニットのBSJチーム ハピスマが統合され、新たに「応援☆少女」となる。
- 2021年2月16日：初の全国流通シングル「カラフルガール」がリリース。オリコンデイリーチャート4位、ウィークリーチャート17位を記録する。
- 2021年3月：新シアター「BSJシアターVANQUISH」が大須二丁目若宮通り沿いにオープンする。
- 2023年1月21日、22日：BSJプロジェクト8周年記念スペシャルライブが、BSJ Theater VANQUISHにて、2日間にわたって開催される。
- 2025年1月23日：10周年を迎え、通常はライブのない木曜日ではあったが、BSJ10周年記念LIVEが、BSJ Theater VANQUISHにて開催される。さらに週末の25日26日の2日間にわたり、BSJ10周年イベントがBSJ Theater VANQUISHにて開催される。

## メンバー

### 現在のメンバー

#### BSJプロジェクト正規メンバー

##### 応援☆少女メンバー
| 名前         | よみがな       | ニックネーム         | 役職                | カラー                          | 現所属ユニット                                | 元所属ユニット                     | 加入日         | 生年月日      | 血液型 | 出身地       | 備考 |
| ------------ | -------------- | -------------------- | ------------------- | ------------------------------- | --------------------------------------------- | ---------------------------------- | -------------- | ------------- | ------ | ------------ | --- |
| 小久保アリサ | こくぼありさ   | アリッサ             | 総監督 （リーダー） | パープル→レッド                 | 応援☆少女、応援☆少女おかわり、 松阪姉妹（笑） | ハピスマ、 ロマンティック♡ロマンス | 2015年5月23日  | 1995年10月8日 | A      | 三重県松阪市 | 前芸名「松阪アリサ」。2025年5月4日に改名を表明。 |
| ふわりかすみ | ふわりかすみ   | かすみん、きゃすさん |                     | 水色/フラミンゴピーチ/ ホワイト | 応援☆少女、応援☆少女おかわり、 ポッチャモニ   | ハピスマ、 ロマンティック♡ロマンス | 2016年5月7日   | 9月6日        | B      | 静岡県浜松市 | デビュー時は「不和梨かすみ」(読みは「ふわりかすみ」で同じ)と名乗っていた。 水色は応援☆少女、フラミンゴピーチはポッチャモニでの、 ホワイトはハピスマ時代の担当カラー。 |
| 袋井あかね   | ふくろいあかね | ねんじぇる           |                     | パールホワイト                  | 応援☆少女                                     |                                    | 2024年12月28日 | 1992年5月11日 |        |              | |
| 綾瀬あや乃   | あやせあやの   | あやの               |                     | レインボー                      | 応援☆少女                                     |                                    | 2025年4月12日  |               |        |              | |

##### King&Sweet  Devilメンバー
| 名前         | よみがな     | ニックネーム | 役職         | カラー                       | 現所属ユニット                  | 元所属ユニット | 加入日        | 生年月日 | 血液型 | 出身地 | 備考                       |
| ------------ | ------------ | ------------ | ------------ | ---------------------------- | ------------------------------- | -------------- | ------------- | -------- | ------ | ------ | -------------------------- |
| 御影ロイ     | みかげろい   | ロイ、Sherly | マネージャー | エメラルドグリーン →パープル | King&Sweet Devil、ときめき☆劇場 | 応援☆少女      | 2020年7月26日 | 6月4日   | AB     |        | 日本コスプレーヤー協会会長 |
| れいめいしの | れいめいしの |              |              |                              | King&Sweet Devil                |                | 2024年9月14日 |          |        |        |                            |

##### D☆GiRLメンバー
| 名前       | よみがな   | ニックネーム | 役職     | カラー   | 現所属ユニット | 元所属ユニット | 加入日         | 生年月日 | 血液型 | 出身地 | 備考      |
| ---------- | ---------- | ------------ | -------- | -------- | -------------- | -------------- | -------------- | -------- | ------ | ------ | --------- |
| 樹夏       | このか     |              | 背番号81 | ブルー   | D☆GiRL         |                | 2024年10月14日 |          |        |        |           |
| 四季かんな | しきかんな |              | 背番号2  | ピンク   | D☆GiRL         |                | 2024年10月14日 |          |        |        | 高校3年生 |
| 実咲       | みさき     |              | 背番号5  | ホワイト | D☆GiRL         |                | 2024年10月14日 |          |        |        | 高校3年生 |

##### ユニット 所属なし
| 名前     | よみがな     | ニックネーム | 役職 | カラー   | 現所属ユニット | 元所属ユニット | 加入日    | 生年月日 | 血液型 | 出身地 | 備考                                                                |
| -------- | ------------ | ------------ | ---- | -------- | -------------- | -------------- | --------- | -------- | ------ | ------ | ------------------------------------------------------------------- |
| 西島せな | にしじませな | せな         |      | グリーン |                |                | 2025年4月 | 4月      |        |        | 以前はアイドルユニット「1センチの恋」のメンバーとして活動していた。 |

#### 研究生
| 名前     | よみがな | ニックネーム | 役職 | カラー | 現所属ユニット | 元所属ユニット | 加入日 | 生年月日 | 血液型 | 出身地 | 備考 |
| -------- | -------- | ------------ | ---- | ------ | -------------- | -------------- | ------ | -------- | ------ | ------ | ---- |
| きょうか | きょうか | きょうか     |      |        | 応援☆少女      |                | 2024年 |          |        | 北海道 |      |

### 主な卒業・脱退メンバー

#### BSJプロジェクトメンバー
| 名前           | よみがな         | ニックネーム     | 役職         | カラー                      | 所属ユニット                              | 加入日         | 卒業/脱退日    | 生年月日       | 血液型 | 出身地               | 備考 |
| -------------- | ---------------- | ---------------- | ------------ | --------------------------- | ----------------------------------------- | -------------- | -------------- | -------------- | ------ | -------------------- | --- |
| 熊崎優美       | くまざきゆみ     | ゆん             |              |                             |                                           | 2015年6月21日  | 2016年         | 1994年12月5日  | O      | 愛知県名古屋市       | |
| 清水愛加       | しみずあいか     |                  | 初代リーダー |                             |                                           | 2015年         |                |                |        |                      | 元チアドラゴンズ（2008年‐2010年） |
| 舛田実咲       | ますだみさき     |                  |              |                             |                                           | 2015年         |                |                |        |                      | |
| 爽風ひなた     |                  | ひなたん         |              | レッド                      | 応援☆少女、プレスマ                       | 2016年7月16日  | 2017年4月9日   |                |        |                      | |
| あすか         | あすか           |                  |              | めろん姫                    | わたしはあなたのおひめさま♡               |                | 2017年7月30日  |                |        |                      | |
| さゆりん       | さゆりん         |                  |              | もも姫                      | わたしはあなたのおひめさま♡               |                | 2018年3月25日  |                |        |                      | |
| さくらじゅんな | さくらじゅんな   | じゅんな         |              | グリーン/パープル           | 応援☆少女、プレスマ、ハピスマ             | 2015年11月29日 | 2018年11月4日  |                |        |                      | グリーンは応援☆少女での、パープルはプレスマでの担当カラー |
| 街乃あかり     | まちのあかり     | あかりん         |              | ピンク いちご姫             | 応援☆少女、 わたしはあなたのおひめさま♡   | 2016年5月8日   | 2019年5月3日   | 1997年5月4日   | B      | 愛知県知多郡阿久比町 | ピンクは応援☆少女での、いちご姫はわたしはあなたのおひめさま♡での担当。 ミスFLASH2019ファイナリスト。 現在は「七瀬朱梨」の名で主にモデルとして活動。                                                                                                 |
| たけのゆうき   | たけのゆうき     | たけのこ         | GM           | エメラルドグリーン          | ハピスマ                                  | 2015年         | 2021年6月19日  | 1991年6月17日  | A      |                      | 2020年4月に卒業予定だったが、新型コロナウイルス感染症の影響により、卒業ライブが延期された。 |
| 岩橋杏奈       | いわはしあんな   | あんな           |              | ピンク                      | 応援☆少女、 ロマンティック♡ロマンス       | 2018年11月25日 | 2020年10月1日  | 1997年10月10日 | A      |                      | |
| 一条マリア     | いちじょうまりあ |                  |              | ブルー                      | 応援☆少女                                 | 2020年3月1日   | 2021年3月15日  | 2002年11月8日  | AB     |                      | 脱退後、「救急百目」と改名し、名古屋のアイドルユニット「ろーでぃんぐっ！」（現在は解散）に所属した後、 「百雲みく」と再改名し、名古屋のアイドルユニット「アストリーのうさぎ」のメンバー。 生年月日は当初は11月9日としていたが、2024年に訂正された。 |
| 虹乃美桜       | にじのみく       |                  |              | ピンク                      | ベビスマ、ハピスマ、応援☆少女             | 2019年5月25日  | 2021年4月3日   | 2006年3月29日  | A      |                      | |
| 阿波音みさき   | あわねみさき     | みさき、みさきち |              | イエロー→グリーン           | ハピスマ、応援☆少女                       | 2019年10月5日  | 2021年6月27日  | 1998年2月19日  | A      | 徳島県               | |
| 則巻まりな     | のりまきまりな   | まりな           |              | グリーン/オレンジ →ホワイト | ハピスマ、応援☆少女                       | 2019年2月9日   | 2021年11月21日 | 1995年6月23日  | B      | 長崎県               | 熊野まりな→汐崎まりな→則巻まりなの順に改名。 現在は「えんがわあさひ」の名で、フリーで活動している。 |
| 高嶺みゆ       | たかねみゆ       | みゆ             |              | イエロー                    | 応援☆少女、 ロマンティック♡ロマンス       | 2016年12月27日 | 2022年3月13日  | 2000年8月28日  | A      | 愛知県               | ソロでは「μμ（みゅーみゅー）」を名乗っていた時期がある。 |
| 椎葉れお       | しいばれお       | れお             |              | ブラック                    | 応援☆少女                                 | 2021年2月11日  | 2022年3月31日  | 1996年6月12日  |        |                      | |
| 花咲ゆうな     | はなさきゆうな   | ゆうな           |              | オレンジ                    | 応援☆少女                                 | 2021年4月4日   | 不明           | 2000年1月15日  | A      | 静岡県               | 2021年8月以降、活動実績はなかったものの、2022年6月頃まで公式ページのメンバープロフィール内に記載があった。 |
| 姫々紀ゆう     | ひびきゆう       | ゆうちゃん       |              | ブルー/レッドルビー         | 応援☆少女、PINKYじゅえる                  | 2021年9月20日  | 2022年7月12日  | 2005年4月30日  | O      |                      | ブルーは応援☆少女での、レッドルビーはPINKYじゅえるでの担当カラー。 |
| 星乃まなみ     | ほしのまなみ     | まなみ           | キャプテン   | パープル                    | ハピスマ、ベビスマ、 応援☆少女、まな☆なな | 2019年5月25日  | 2023年5月6日   | 2006年5月11日  | B      |                      | |
| 愛本らむ       | あいもとらむ     | らむ             |              | イエロートパーズ            | PINKYじゅえる Trifolium Bloom             | 2023年         | 2023年10月31日 | 2000年8月21日  |        |                      | PINKYじゅえるとしては、2022年3月12日デビュー。 イエロートパーズはPINKYじゅえるでの担当カラー。 現在は「相川羅夢」の名で東京のアイドルユニット「エモグラ」のメンバーとして活動。                                                                     |
| 甘堕ななみ     | かんだななみ     | ななみ           |              | ブルー                      | まな☆なな、応援☆少女 Trifolium Bloom      | 2022年6月26日  | 2023年10月     | 2004年5月10日  | O      |                      | ブルーは応援☆少女での担当カラー。 姓の「甘堕」が付いたのは2023年7月25日であり、それ以前は「ななみ」として活動。 |
| Lily           | りりー           |                  |              |                             | Trifolium Bloom                           | 2023年9月3日   | 2023年10月     | 2月17日        |        |                      | |
| 梅川せいら     | うめかわせいら   |                  |              | グリーン                    | 応援☆少女                                 | 2023年11月11日 | 2024年5月      | 2012年4月14日  |        |                      | 現在は名古屋のアイドルユニット「アイドル教室New」のメンバー。 |
| あい           | あい             |                  |              | ピンク、ホワイト            | 応援☆少女                                 | 2022年2月27日  | 2024年         | 2007年12月24日 |        |                      | ホワイトは応援☆少女、ピンクはSu☆GIRLY♡SISTERでの担当カラー。 2023年1月8日、あい、ゆい合同生誕祭にて正規メンバー昇格。 |
| ゆい           | ゆい             |                  |              | イエロー                    | 応援☆少女                                 | 2022年3月19日  | 2024年         | 2010年1月18日  |        |                      | あいの妹。 2023年1月8日、あい、ゆい合同生誕祭にて正規メンバー昇格。 |
| 天海さき       | あまみさき       | さき             |              | ブルー                      | Trifolium Bloom、応援☆少女                | 2023年6月18日  | 2025年         | 5月7日         |        |                      | 応援☆少女では研究生。 |

#### その他、過去にBSJプロジェクト内のユニットに参加していた者
| 名前       | よみがな     | ニックネーム | カラー | 参加ユニット  | 参加開始日    | 脱退日      | 生年月日 | 血液型 | 出身地 | 備考                                  |
| ---------- | ------------ | ------------ | ------ | ------------- | ------------- | ----------- | -------- | ------ | ------ | ------------------------------------- |
| 桃瀬たると | ももせたると | たると       |        | PINKYじゅえる | 2022年3月12日 | 2022年9月頃 |          |        |        |                                       |
|            |              |              |        |               |               |             | 6月4日   |        |        | BSJ正規メンバー・御影ロイの双子の妹。 |

※企画ユニット、期間限定ユニットのみ参加の者は除く。

## ユニット
BSJプロジェクトは、株式会社BSJが運営するアイドルユニットの総称であり、プロジェクト内に様々なユニットが存在する。

### 常設ユニット

#### 応援☆少女
BSJプロジェクトの代表ユニット。元はBSJのトップユニットという位置づけであったが、2020年9月に第2ユニットのBSJチーム ハピスマと統合された。現在は小久保アリサ、ふわりかすみ、袋井あかね、綾瀬あや乃及び研究生のきょうかで構成。

##### 応援☆少女おかわり
BSJプロジェクト内でもベテランのメンバーであり、応援☆少女結成時のオリジナルメンバーである、小久保アリサとふわりかすみによる応援☆少女の派生ユニット。2022年結成。おいしい食べ物飲み物を全力で応援する曲を歌うとともに、近年ライブで歌われなくなり、埋もれてしまった、初期の曲を発掘し、歌うことを目的とする。ユニットオリジナル曲としては「Candy」、「POP CORN」がある。2022年8月14日には、BSJ Theater VANQUISHにて、応援☆少女おかわりワンマンライブが開催された。

#### King&Sweet Devil
2022年5月1日ステージデビュー。ユニットのオリジナル曲として「鏡の中のシンデレラ」がある。2024年9月14日、「鏡の中のシンデレラ」のCD発売記念ライブが開催され、コスプレーヤーのれいめいしのが加入した。

#### D☆GiRL
地元名古屋のスポーツを応援することをコンセプトとしたユニット。モデル事務所「Campbell」に所属するモデルである、樹夏、四季かんな、実咲の3名で構成される。2024年10月14日デビュー。ユニットのオリジナル曲として、中日ドラゴンズ応援ソングである「ドラマティック☆ドラゴン」がある。衣装は野球のユニフォームをイメージしたものとなっている。

### 期間限定・企画ユニット

#### 松阪姉妹（笑）
ともに三重県松阪市出身である、小久保アリサと、あべ静江による、年の差44歳ユニット。この縁及び下記骨髄バンク《命》応援団の縁もあり、2023年5月20日にあべ静江の歌手デビュー50周年を記念して、三重県松阪市の農業屋コミュニティ文化センターにて行われた「松阪☆大好きコンサート」において小久保アリサ（当時は松阪アリサ）はMCを務めている。

#### ポッチャモニ
ふわりかすみと、アイドルユニット「Plume Tiara」のメンバーである月島花音、名古屋を中心に活動するアイドル、雫奈りうの3人で構成されるユニット。主にハロプロの楽曲をカバーする。

#### 骨髄バンク《命》応援団
愛知県赤十字血液センター公認 骨髄バンク応援イメージソング「すべて命へ」(「命」は「ひかり」と読む。ユニット名にある「命」も同様。)を制作、歌唱するために結成されたユニット。作詞作曲を太田美知彦、共同作詞を加藤タクヤとあべ静江が担当。歌唱はこの3人に加え、BSJプロジェクトのメンバーが担当している。「すべて命へ」のCD等販売収益は骨髄バンクに寄付されている。

#### N.A.T.S
名古屋市出身のシンガーソングライター田村直美と、BSJプロジェクトのプロデューザー加藤タクヤにより、コロナ禍において東海地方を盛り上げるため、結成されたユニットで、ここに応援☆少女も参加している。NATSとは「Naomi Tamura And Takuya Kato Smile with 応援☆少女」の略である。あいち骨髄バンクを支援する会の公式応援ソング「ARE YOU HAPPY READY!?」を歌う。この曲のギタリストには野村義男が参加している。「ARE YOU HAPPY READY!?」のCD等販売収益は骨髄バンクに寄付されている。

#### ロマンティック♡ロマンス
骨髄バンクPRの為、2019年2月11日結成。3月21日にデビューライブが行われた。当時の応援☆少女メンバー4人（アリサ、かすみん、みゆ、杏奈）に加え、夢幻のシナリオの小鳥遊みこ、魔城みのり、三好さな の3人、当時、アイドルユニット・IDOL&ROIDに所属していた月島花音の合計8人で構成されていた。同年10月15日限りで活動を休止した。

### かつて存在した常設ユニット

#### BSJ☆ハッピースマイル（チーム☆ハピスマ）
チアアイドルがコンセプトであるBSJの第2ユニットであったが、上記の通り、応援☆少女と統合される形で消滅した。ハピスマ所属経験のあるメンバーの生誕祭等のイベントで企画としてハピスマのステージが行われることがあり、この際は卒業したハピスマのメンバーがゲストとして出演する場合がある。

#### BSJ☆プレシャススマイル（チーム☆プレスマ）
2016年7月16日、爽風ひなた と さくらじゅんな によって結成。ひなた の脱退により自然消滅した。

#### BSJ☆ベイビースマイル（チーム☆ベビスマ）
2019年、虹乃美桜、星乃まなみ、みやび の当時の中学生以下のメンバー3人で構成されていたユニット。メンバーのハピスマへの昇格や脱退により自然消滅した。べビスマが歌っていた「恋するストレンジャー」はSu GIRLY SISTERに引き継がれている。

#### わたしはあなたのおひめさま♡
2016年、BSJプロジェクト1周年企画として結成。5月8日にデビューライブが開催された。当初のメンバーは、あかりん（街乃あかり）、さゆりん、あすか の3人。さゆりんとあすかの卒業に伴い、2018年2月12日、うらん（白石うらん）を加えてリニューアルした。その後、あかりんの卒業により、自然消滅状態となった。2021年9月4日、ふわりかすみ生誕であかりんとかすみんにより1日限定の復活企画が予定されていたが、諸事情で中止となった。

#### サメクビメンタル
2016年4月15日からBSJプロジェクトに所属していた。「魔界から来た死んでもアイドル！」がキャッチフレーズだった。

#### ONE☆Cahnce
男装ユニット。2019年9月結成。

#### PARALLEL CREATION
上記、ONE☆Cahnceに代わる男装ユニット。2020年7月結成。メンバーの脱退等により現在は活動休止状態。

#### PINKYじゅえる
姫々紀ゆうがリーダーを務めていたユニット。2022年3月12日にステージデビュー。オリジナル曲として「Sweet My Dream」があり、この曲の振り付けはふわりかすみが担当している。なお、このユニットは正式にはBSJプロジェクトによるユニットではなく、PINKY IDOL PROJECT NAGOYAが運営するユニットであり、ゆう以外のメンバーである愛本らむ、桃瀬たるとはBSJプロジェクトには所属していなかった。したがって、ゆうの脱退後は、ユニット内にBSJプロジェクトのメンバーは不在となっていた。その後、2022年9月頃には桃瀬たるとも脱退し、それからしばらくの間は愛本らむが一人でPINKYじゅえるとして活動していたが、現在ではユニットが消滅した形になっている。「Sweet My Dream」は愛本らむが参加したTrifolium Bloomに引き継がれた。

#### まな♡なな
ななみと星乃まなみによるユニット。2022年9月結成。結成当初は「MANA☆NANA」と、アルファベッド表記であったが、その後平仮名表記となった。星乃まなみ卒業により消滅。

#### Trifolium Bloom
2023年6月18日に甘堕ななみ、愛本らむ、天海さきの3人でステージデビューしたユニット。ファンと共に造り上げるユニットをコンセプトとする。他のBSJユニットと違い、外部のライブを中心に出演し、原則としてBSJシアターでの出演は原則行わない方針であった。9月3日にLilyが加入し、4人となったものの、以後は活動休止状態となり、10月17日には、与えられたミッションを達成することが出来なかったとして、活動を終了する旨の発表がなされた。メンバーのうち、天海さきは応援☆少女に移籍した。

#### Su☆GIRLY♡SISTER
あいとゆいの姉妹によるユニット。2022年3月21日ステージデビュー。オリジナル曲として「私の王子様」、「めらんこりっくマーメイド」、「やっぱめっちゃ恋したい」があり、この3曲は2023年5月7日にCDリリースされた。

## ディスコグラフィー
120曲以上のオリジナル楽曲が存在するとされ、メンバーは「名古屋一オリジナル曲の多いユニット」を自称するほどであるが、ここでは音源化されている楽曲について記載する。BSJプロジェクト名義のものと応援☆少女名義のものが存在するが、上記の通り、トップユニットだった応援☆少女と第2ユニットだったハピスマが統合されたため、BSJメンバーが歌う楽曲に大きな差異はなくなっている。
なお、小久保アリサ、ふわりかすみのソロ楽曲についてはそれぞれの記事を参照。

### BSJプロジェクト名義
|     | 発売日         | タイトル               | 収録内容 | 備考 |
| --- | -------------- | ---------------------- | --- | --- |
| 1st | 2015年6月2日   | マジックパウダー       | 1. マジックパウダー 2. ちゅっチュッCHu 3. 勝手に大須応援歌 | マジックパウダーはカラオケJOYSOUND収録。 発売に際しては、曲のセンターを決める総選挙が行われ、ゆんが1位となり、センターの座を獲得した。                                                                              |
| 2nd | 2015年11月11日 | 完全無欠のVICTORY      | 1. 完全無欠のVICTORY 2. 応援してるよ 3. 完全無欠のVICTORY（カラオケ） 4. 応援してるよ（カラオケ） 5. (ボーナストラック)まるめうどんのうた                                                                                     | 身体障害者野球チーム・名古屋VICTORYの公式応援ソング。 完全無欠のVICTORYは2022年、BSJプロジェクトが出演したサンアール磯部のCMで使用されている。                                                                      |
| 3rd | 2019年6月23日  | ファイトっ             | 1. ファイトっ 2. マジックパウダー（LIVE） 3. ぶっとびテンション戦隊！BSJ（LIVE） 4. ファイトっ（カラオケ） | 女子サッカーチーム・ラブリッジ名古屋の公式応援ソング。 |
| 4th | 2019年12月10日 | くねくねラーメンのうた | 1. くねくねラーメンのうた 2. ぼくだけにしかできないもの。。。 3. くねくねラーメンのうた（カラオケ） 4. ぼくだけにしかできないもの。。。（カラオケ）                                                                           | 名古屋中心に展開するラーメンチェーン店、「くねくねラーメン」の公式応援ソングであり、同店のCMソングとしても使用された。                                                                                              |
| 5th | 2020年3月7日   | マジックパウダー'20    | 1. マジックパウダー 2. ぶっとびテンション戦隊！BSJ！ 3. (ボーナストラック)ハッピーバースデー 4. マジックパウダー（カラオケ） 5. ぶっとびテンション戦隊！BSJ！（カラオケ） 6. (ボーナストラック)ハッピーバースデー（カラオケ） | デビュー曲・マジックパウダーのリテイク版。発売に際しては、2015年版同様、曲のセンターを決める総選挙が行われ、ふわりかすみが1位となり、センターの座を獲得した。 ぶっとびテンション戦隊！BSJ！はカラオケJOYSOUND収録。 |

### 応援☆少女名義
|     | 発売日         | タイトル             | 収録内容 | 備考 |
| --- | -------------- | -------------------- | --- | --- |
| 1st | 2017年12月24日 | 今日も明日も明後日も | 1. 今日も明日も明後日も 2. 応援☆少女 3. 今日も明日も明後日も（カラオケ） 4. 応援☆少女（カラオケ）           | |
| 2nd | 2019年3月16日  | ALASKA in NAGOYA     | 1. ALASKA in NAGOYA 2. 花びらひとしずく 3. ALASKA in NAGOYA（カラオケ） 4. 花びらひとしずく（カラオケ）     | ALASKA in NAGOYAは応援☆少女名義ではないが、カラオケJOYSOUNDに収録されている。                                                    |
| 3rd | 2019年9月14日  | キミにフルスロットル | 1. キミにフルスロットル 2. 勝手に応援音頭 3. キミにフルスロットル（カラオケ）                               | |
| 4th | 2021年2月16日  | カラフルガール       | 1. カラフルガール 2. 狂おしい太陽のように 3. カラフルガール（カラオケ） 4. 狂おしい太陽のように（カラオケ） | 全国流通シングル。オリコンデイリーチャート4位、ウィークリーチャート17位を記録。 TBSテレビ「有田ジェネレーション」2021年3月紹介曲 |
| 5th | 2021年8月8日   | 愛が足りない⁉        | 1. 愛が足りない⁉ 2. あなたが好きだから 3. 愛が足りない⁉（カラオケ） 4. あなたが好きだから（カラオケ）       | |

### 応援☆少女おかわり名義
|     | 発売日         | タイトル       | 収録内容 | 備考 |
| --- | -------------- | -------------- | --- | ---- |
| 1st | 2022年11月23日 | CANDY/POP CORN | 1. CANDY 2. POP CORN 3. （ボーナストラック）HOT CHOCOLATE（カラオケ） 4. CANDY（カラオケ） 5. POP CORN（カラオケ） |      |

### 骨髄バンク《命》応援団名義
|     | 発売日        | タイトル               | 収録内容 | 備考                                                |
| --- | ------------- | ---------------------- | --- | --------------------------------------------------- |
| 1st | 2017年5月20日 | すべての命（ひかり）へ | 1. すべての命（ひかり）へ オールキャストVer. 2. すべての命（ひかり）へ デュエットVer. 3. すべての命（ひかり）へ カラオケVer. | 日本骨髄バンク公式応援ソング カラオケJOYSOUND収録。 |

### N.A.T.S名義
|     | 発売日         | タイトル              | 収録内容 | 備考                                       |
| --- | -------------- | --------------------- | --- | ------------------------------------------ |
| 1st | 2020年11月28日 | ARE YOU HAPPY READY!? | 1. ARE YOU HAPPY READY!? 2. しあわせになれ 3. ARE YOU HAPPY READY!?ver.Oh-Yen☆Sho-jo 4. ARE YOU HAPPY READY!?–Instrumental- 5. しあわせになれ–Instrumental- | あいち骨髄バンクを支援する会公式応援ソング |

### わたしはあなたのおひめさま♡名義
|     | 発売日         | タイトル                    | 収録内容 | 備考 |
| --- | -------------- | --------------------------- | --- | ---- |
| 1st | 2016年12月28日 | わたしはあなたのおひめさま♡ | 1. わたひめ♡舞踏会登場 2. わたしはあなたのおひめさま♡ 3. チョコレート☆ツアーズ 4. ちょっとヘタレな王子様♡ 5. 誘惑シンデレラ 6. わたしはあなたのおひめさま（カラオケ） 7. チョコレート☆ツアーズ（カラオケ） 8. ちょっとヘタレな王子様（カラオケ） 9. 誘惑シンデレラ（カラオケ） |      |

### Su☆GIRLY♡SISTER名義
|     | 発売日       | タイトル                                                       | 収録内容 | 備考 |
| --- | ------------ | -------------------------------------------------------------- | --- | ---- |
| 1st | 2023年5月7日 | やっぱめっちゃ恋したい/めらんこりっくマーメイド/わたしの王子様 | 1. やっぱめっちゃ恋したい 2. めらんこりっくマーメイド 3. わたしの王子様 4. やっぱめっちゃ恋したい（カラオケ） 5. めらんこりっくマーメイド（カラオケ） 6. わたしの王子様（カラオケ） |      |

### King＆Sweet Devil名義
|     | 発売日        | タイトル           | 収録内容                                                                          | 備考 |
| --- | ------------- | ------------------ | --------------------------------------------------------------------------------- | ---- |
| 1st | 2024年9月14日 | 鏡の中のシンデレラ | 1. 鏡の中のシンデレラ 2. プリンセス 3. 心が叫ぶ 4. 鏡の中のシンデレラ（カラオケ） |      |

### その他
2023年5月2日に加藤タクヤがCDリリースした「RUN-RUN-RUN」、「桃色の帰り道」、「大須２丁目若宮通り」の３曲はBSJメンバーもライブで歌っており、実質的にBSJの持ち歌となっている。

## 応援しているもの
概要にもあるように、「勝手に応援！」をコンセプトとしており、愛知県を中心に様々な、店や企業、団体等の「オフィシャル応援団」に就任している。2020年には「ご当地アイドル肩書きランキング」において6位となっている。ここでは主なものを記す。
- 日本骨髄バンク
- あいち骨髄バンクを支援する会
- 日本赤十字社
- ピッツェリアMARINO[20]
- やぶ屋[注釈 7]
- くねくねラーメン
- 名古屋けいば[注釈 8]
- ラブリッジ名古屋（女子サッカーチーム）

## メディア
※小久保アリサ、ふわりかすみが単独で出演したものについては、それぞれの項目を参照。
※出演名義は原則として出演当時のもの

### ラジオ
- BSJ BEAT（2023年3月26日～12月30日、Heart FM）※2023年9月までは毎週日曜17:00～18:00、2023年10月以降は毎週土曜16:00～17:00
- 我ら勝手に応援団（2021年5月～2023年3月、愛知北FM"THE FACE"）

### テレビ
- 加藤タクヤは感動したい!（2020年7月10日‐三重テレビ放送 毎月第二金曜23:50-24:20[21]）※松阪アリサ（2020年7月10日～）、ふわりかすみ（2020年7月10日～）、御影ロイ（2023年2月10日、2023年5月12日～※2024年2月以降は休演）[注釈 9]
  - ダレヤネン!→勝手に応援バラエティ ダレヤネン!DX（2016年8月4日～2020年6月11日）※事実上の前身番組
- 情報フレッシュ（ぎふチャン）
- こちら”勝手に応援”探偵社！（ぎふチャン）
- ザ!世界仰天ニュース（2019年、日本テレビ）※高嶺みゆ（長距離フェリーの中で出産した高校生の役を演じた）
- シスルのミラこすッ！（2023年3月10日、メ～テレ[22]）※御影ロイ

### ネット配信
- 妖怪人間ベラ〜Episode（ゼロ）第3話（2020年8月、Amazon primes Video他）※高嶺みゆ[23]

### CM
- サンアール磯部※松阪アリサ、ふわりかすみ、御影ロイ
- くねくねラーメン
- 三重トヨペット※阿波音みさき[24]
- スマホゲーム「カオスブレイカー」※高嶺みゆ[25]
- エムテック※高嶺みゆ[26]

## 専用劇場「BSJシアターVANQUISH」
BSJシアターVANQUISH（ビーエスジェイシアターバンキッシュ、BSJ Theater VANQUISH）は、2021年3月7日にオープンした、名古屋市大須に存在する、ライブハウスである。

### 概要
BSJプロジェクトの専用ライブハウスである。建設に当たってはクラウドファンディングが行われ、300万円の目標を7％以上上回る、約321万円の支援金額が集まった。これらの支援金は主に新型コロナウイルス感染防止対策に使用されている。「VANQUISH」とは英語で「破る、打ち負かす」の意味である。
この場所には、2019年10月までは ヴィジュアル系専門のCDショップ、ライカエジソン名古屋店が所在していた。

### 歴史
- 2021年3月7日 - こけら落としライブ開催。
- 2022年5月 - シアター外、若宮通り側の壁面に大型サイネージが設置される。

### 施設概要
- 大須万松寺ビル2階に所在した、初代シアターに比べ、約4倍の広さとなっている。
- 初代シアターにはカラオケ設備があったが、VANQUISHにはカラオケ設備は設置されていない。
- ステージ中央に200インチの大型モニターを設置。
- 原則として、BSJプロジェクトのイベントに使用されるが、外部の者によるシアターのレンタルも可能。

### 本シアターで行われたBSJプロジェクト主催以外の主なイベント
- MistFES（2021年6月、2022年6月）
- BrandWagon（2021年9月～12月※月1回）
- Pop Clover HALO HARO LIVE 2021（2020年10月30日）
- WE ARE NOTALL TOUR 2022〜みんな笑って！はい、チーズ！〜（2022年2月13日）
- 踊貴妃「ワンマンLIVE」（2022年3月5日）
- OSI-DOL vol.42～アンソルスレール 春乃こばと卒業イベント（2022年3月13日）